# Liste der Monuments historiques in Saint-Pierre (Bas-Rhin)
Die Liste der Monuments historiques in Saint-Pierre führt die Monuments historiques in der französischen Gemeinde Saint-Pierre auf.

## Liste der Bauwerke
| Bezeichnung           | Beschreibung                                                                                             | Standort                  | Kennzeichnung | Schutzstatus | Datum | Bild |
| --------------------- | --- | ------------------------- | ------------- | ------------ | ----- | ---- |
| Château d’Ittenwiller | Augustiner-Priorat, 1115 gegründet, im 16. Jahrhundert bischöfliches Amtshaus, 1838 zum Schloss umgebaut | westlich des Ortes (Lage) | PA00084925    | Inscrit      | 1937  |      |